# Notdeich
Der Begriff Notdeich ist unter anderem im Niedersächsischen Deichgesetz näher beschrieben. Danach wird ein Notdeich errichtet, wenn bei einer akuten Hochwassersituation die Gefahr besteht, dass der eigentliche Deich nicht mehr ausreichend standsicher ist.

## § 28 des Niedersächsischen Deichgesetzes
(1) Besteht die Gefahr, dass der Deich einer Sturmflut, einem Wasserstau bei Sperrung des Tidegewässers oder einem Hochwasser nicht mehr standhalten wird, so hat der Träger der Deicherhaltung auf Anordnung der Deichbehörde einen Notdeich anzulegen und so lange zu erhalten, bis der gefährdete Deich wieder instand gesetzt ist. Für die Kosten gilt §8 Abs.3 Buchst. b sinngemäß.
(2) Die Eigentümer der Grundstücke, auf denen der Notdeich errichtet und aus denen Deichboden entnommen worden ist, können für die Nutzungsbeschränkung von dem Träger der Deicherhaltung eine angemessene Entschädigung in Geld verlangen.
(3) Wird der Notdeich nach Instandsetzung des Hauptdeiches nicht zur zweiten Deichlinie (§29) bestimmt, so können die Eigentümer, auf deren Grundstücken der Notdeich errichtet und aus deren Grundstücken der Deichboden entnommen worden ist, die Wiederherstellung des alten Zustandes innerhalb einer von der Deichbehörde zu bestimmenden Frist verlangen.